# Mudros
Mudros ou Moudros (em grego: Μούδρος) é um município grego situado na ilha de Lemnos, na prefeitura de Lesbos. O município cobre toda a península oriental da ilha, com uma área terrestre de 185 127 km². É o maior município em área de toda a ilha, e cobre 38,8% de seu território. A sede do município é a cidade de Mudros, com uma população de 1 039 habitantes, seguida por Kontopoúli, com 661; a população total do município era 4 842 no censo realizado em 2001. Em 1918 o local foi palco da assinatura do Armistício de Mudros, responsável pelo fim das hostilidades entre o Império Otomano e os Aliados, na Primeira Guerra Mundial.